# Ильмовка (Городнянский район)
Ильмо́вка (укр. Ільмі́вка) – село, расположенное на территории Городнянского района Черниговской области (Украина). Протекает одноименная река.  Расположено в 30 км на северо-запад от райцентра Городни. Население — 393 чел. (на 2006 г.). Адрес совета: 15113, Черниговская обл., Городнянский р-он, село Ильмовка, ул. Ленина, 21 , тел. 3-66-42. Ближайшая ж/д станция — Хоробичи (линия Гомель-Бахмач),12 км. Ильмовка расположена в 2 км от белорусской государственной границы и КПП Ильмовка. Село основано в 1730 г.
История
Первое письменное упоминание о Ильмовке принадлежит к 1730 году.
На фронтах Второй мировой войны и в партизанских отрядах против немецко-фашистских захватчиков сражались 165 жителей, из них 102 награждены орденами и медалями СССР. 133 человек отдали свою жизнь за свободу и независимость Родины. На братской могиле воинов и партизан, погибших в бою за освобождение села, в 1960 году установлен памятник.